# Liam Lawson
Liam Lawson (n. 11 februarie 2002, Hastings⁠(d), Hawke's Bay⁠(d), Noua Zeelandă) este un pilot de curse auto neozeelandez, care concurează în prezent în Campionatul Mondial de Formula 1 pentru Racing Bulls.
Născut în Hastings și crescut în Pukekohe, Lawson a început să concureze pe carturi la vârsta de șapte ani. Lawson - care este îndrumat de Ken Smith, de trei ori câștigător al Marelui Premiu al Noii Zeelande - a trecut în formulele de juniori în 2015, câștigând primul său titlu în Campionatul NZ F1600. El a terminat pe locul al doilea în Australian F4 din 2017, ADAC F4 din 2018 și campionatele Euroformula Open 2019, înainte de a câștiga Toyota Racing Series în 2019 cu M2. Lawson a progresat apoi către Formula 3 FIA în 2020, înainte de a trece la Formula 2 în 2021, unde a ocupat locul al treilea în sezonul următor cu Carlin. Lawson a concurat apoi în Campionatul Super Formula 2023, terminând pe locul al doilea cu Mugen, în fața lui Ritomo Miyata.
Membru al programului de juniori al Red Bull din 2019, Lawson a fost pilot de rezervă atât pentru Red Bull Racing, cât și pentru Scuderia AlphaTauri - cunoscută mai târziu ca RB - între 2022 și 2024. Lawson și-a făcut debutul în Formula 1 la Marele Premiu al Țărilor de Jos din 2023, înlocuindu-l pe Daniel Ricciardo, accidentat, la AlphaTauri pentru cinci Mari Premii în 2023, obținând prima sa clasare în puncte în Singapore. El l-a înlocuit din nou pe Ricciardo la RB în 2024, începând cu Marele Premiu al Statelor Unite.
Lawson a fost promovat ca pilot titular la echipa mamă Red Bull Racing pentru sezonul din 2025, înlocuindu-l pe Sergio Pérez pentru a-l avea coechipier pe cvadruplul campion mondial Max Verstappen. Lawson urma să fie contractat pentru a rămâne la Red Bull cel puțin până la sfârșitul sezonului 2025, dar după Marele Premiu al Chinei din 2025, a fost retrogradat la Racing Bulls pentru restul sezonului, Yuki Tsunoda fiind promovat în locul său.

## Cariera în Formula 1
În februarie 2019, Lawson s-a alăturat academiei de piloți Red Bull.
În iulie 2021, a obținut prima sa experiență într-o mașină de F1 la Festivalul Vitezei de la Goodwood din 2021, la volanul mașinii Red Bull RB7 din 2011. Lawson a luat parte la Testul pentru tineri piloți din Abu Dhabi la sfârșitul sezonului 2021 cu Scuderia AlphaTauri, la volanul mașinii AT02. Pentru sezonul 2022, a servit ca pilot de rezervă/testare pentru AlphaTauri. Și-a făcut debutul în antrenamentele libere la Marele Premiu al Belgiei din 2022, combinând cu weekendul său de Formula 2.
În iunie 2022, Christian Horner, directorul echipei, a confirmat că Lawson a fost promovat pentru a-l înlocui pe Jüri Vips ca pilot de rezervă pentru Red Bull Racing, împărțind acest rol cu AlphaTauri. Lawson a mai făcut o apariție FP1 cu AlphaTauri la Marele Premiu de la Ciudad de México din 2022. El și-a făcut debutul la Red Bull în timpul antrenamentelor de la Marele Premiu de la Abu Dhabi din 2022, cursa care a încheiat sezonul. Lawson a luat apoi parte la testele postsezon de la Abu Dhabi la volanul Red Bull.
Lawson a continuat să fie pilot de rezervă pentru Red Bull și AlphaTauri și în 2023. În februarie, a condus mașina RB7 pentru un tur demonstrativ în timpul cursei de 12 ore de la Bathurst din 2023. După Marele Premiu al Marii Britanii din 2023, Nyck de Vries a fost îndepărtat de la AlphaTauri, Daniel Ricciardo fiind ales înaintea lui Lawson pentru a-l înlocui pe neerlandez. În urma anunțului, Lawson a declarat că „a înțeles decizia lor” și a comentat că preluarea unui loc de cursă în mijlocul sezonului ar fi „extrem de greu”.

### 2023-2024: AlphaTauri / RB
Lawson și-a făcut debutul în Formula 1 la Marele Premiu al Țărilor de Jos din 2023 pentru AlphaTauri, înlocuindu-l pe Daniel Ricciardo după accidentarea acestuia la mână în timpul antrenamentelor. Cu o pregătire limitată și un derapaj în decor în antrenamente, Lawson s-a calificat pe locul 20. În ciuda unei penalizări de zece secunde pentru blocarea lui Kevin Magnussen, el a impresionat la debutul său, terminând pe locul 13 în fața coechipierului Yuki Tsunoda și a pilotului de la Ferrari Charles Leclerc. AlphaTauri a confirmat că Lawson va continua să concureze până la recuperarea lui Ricciardo. La Marele Premiu al Italiei, el s-a calificat pe locul 12 și a terminat pe locul 11, ratând la limită punctele. În Singapore, Lawson a obținut cea mai bună poziție în calificări din carieră, locul 10, eliminându-l în special pe liderul campionatului, Max Verstappen, din Q2. El și-a asigurat primele puncte în Formula 1 în cursă, terminând pe locul al nouălea după ce l-a ținut la distanță pe Alexander Albon, devenind al doilea pilot AlphaTauri care punctează în 2023. La Marele Premiu al Japoniei, Lawson a terminat pe locul 11, în fața lui Tsunoda. Ultima sa cursă, cea din Qatar, a fost mai puțin reușită, făcând o greșeală neforțată în cursa de sprint și terminând pe ultimul loc printre concurenții clasați în Marele Premiu. Ricciardo a revenit pentru Marele Premiu al Statelor Unite, iar Lawson și-a reluat rolul de rezervă, încheind un stagiu promițător ca pilot de rezervă.
Lawson a servit ca pilot de rezervă pentru Red Bull Racing și RB Formula One Team în 2024, finalizând sesiunile de teste cu mașinile RB20 și AT03 la mijlocul anului. Zvonurile de la începutul sezonului au sugerat că Lawson l-ar putea înlocui pe Daniel Ricciardo din cauza performanțelor slabe, dar Ricciardo a negat orice astfel de amenințare. După Marele Premiu al statului Singapore din 2024, RB l-a înlocuit pe Ricciardo cu Lawson pentru ultimele șase runde ale sezonului. La Marele Premiu al Statelor Unite, Lawson a plecat de pe locul 19 din cauza unor penalizări la motor, dar a folosit un stint lung pe pneuri dure pentru a termina pe locul nouă, primind laude din partea lui Christian Horner. În Mexic, Lawson s-a calificat pe locul 12 și a avut o luptă controversată cu Sergio Pérez, intrând în contact și ulterior cerându-și scuze pentru un gest nepotrivit în timpul cursei, unde a terminat pe locul 16. Lawson a obținut cel mai bun rezultat al său în calificări la São Paulo, ocupând locul cinci într-o sesiune desfășurată pe ploaie. În ciuda faptului că a fost acroșat de Oscar Piastri în timpul cursei, el a terminat pe locul nouă. La Marele Premiu al Las Vegasului, strategia cu o singură oprire s-a întors împotriva sa, lăsându-l pe locul 16. În Qatar, a intrat în coliziune cu Valtteri Bottas, primind o penalizare și terminând pe locul 13 cu daune la podea. În Abu Dhabi, cursa lui Lawson s-a destrămat din cauza unei erori la oprirea la boxe și a unei defecțiuni mecanice, forțându-l să abandoneze cu trei tururi înainte de final. Lawson a încheiat sezonul pe locul 21 în clasament, cu patru puncte din șase curse.

### 2025-prezent: Red Bull Racing
După mai multe luni de speculații, Red Bull Racing a anunțat pe 18 decembrie 2024 că Sergio Pérez va părăsi echipa cu efect imediat după încheierea sezonului 2024. O zi mai târziu, au confirmat că Lawson a fost promovat în locul său, fiind partenerul cvadruplului campion mondial la piloți Max Verstappen pentru 2025.

## Statistici în Formula 1
| Sezon | Echipă                | Curse | Puncte | Poz. |
| ----- | --------------------- | ----- | ------ | ---- |
| 2024  | RB-Honda RBPT         | 6/24  | 4      | 21   |
| 2023  | AlphaTauri-Honda RBPT | 5/22  | 2      | 20   |

## Legături externe
- Materiale media legate de Liam Lawson la Wikimedia Commons
- Liam Lawson sumarul carierei pe DriverDB.com